# スカイプラザ・モール
スカイプラザ・モールは、千葉県佐倉市ユーカリが丘にあるショッピングセンター。

## 概要
「山万」が運営を受託しているショッピングセンターで、2017年11月28日にイオンユーカリが丘店跡地に開業した。当初は、2017年春を目処に山万直営のショッピングモールとしてリニューアルオープンする方針であった。
核店舗であるオーケーは、開店時、直線距離で約1 kmの京成本線志津駅近くに志津店が存在していた。なお、志津店は建物老朽化のため、2018年6月24日に閉店した。
イオンユーカリが丘店は、1992年3月6日に「ユーカリが丘サティ」として開業した。1999年には「ユーカリが丘サティ2番街（情報発信館）（現：ユーカリプラザ）」も開業した。しかし、「イオンタウンユーカリが丘」に「イオンスタイルユーカリが丘」が開業することに伴い、2016年6月5日に閉店した。

## 沿革

### ユーカリが丘サティ
- 1992年（平成4年）
  - 3月6日 - 「ユーカリが丘サティ」が開業。
- 1999年（平成11年）
  - 3月6日 - 「ユーカリが丘サティ2番街（情報発信館）」が開業[5]。書籍やレンタルショップ、雑貨店などの入った店舗エリアとワーナー・マイカル・シネマズから構成されていた[6]。1992年開業部分は1番街となった。
- 2001年（平成13年）
  - 9月14日 - マイカルが経営破綻[7]。
- 2003年（平成15年）
  - 3月1日 - 「ユーカリが丘サティ2番街（情報発信館）」が「ユーカリプラザ」に名称変更[8][9]。ワーナー・マイカル・シネマズ、ダイナレックス、村山ツーリストビューローのみ営業していた。サティの直営売り場は1番街のみとなった。
  - 5月2日 - 1階飲食店街がフードコートとしてリニューアルオープン[9]。
  - 9月13日 - リニューアルオープン[10]

。食品売り場の閉店時間が21時から23時に延長。3階にダイソーが開店。
- - 9月26日 - 「ユーカリが丘サティ2番街（情報発信館）」が「ユーカリプラザ」としてリニューアルオープン[10]。
- 2011年（平成23年）
  - 3月1日 - 「ユーカリが丘サティ」から「イオンユーカリが丘店」に名称変更[11]。
- 2013年（平成25年）
  - 7月1日 - ワーナー・マイカル・シネマズの屋号がイオンシネマへ変更[12]。
- 2016年（平成28年）
  - 4月22日 - 2017年春を目処に山万直営のショッピングモールとしてリニューアルオープンする方針であることが明らかになる[3]。
  - 5月29日 - 「イオンユーカリが丘店」の1階の一部・2階・３階の売り場が営業終了。
  - 6月5日 - 「イオンタウンユーカリが丘」に「イオンスタイルユーカリが丘」が開業することに伴い、「イオンユーカリが丘店」としての営業終了[13][14]。なお、4階のコナミスポーツクラブは、営業を継続[3][注 2][15]。
  - 6月10日 - 「イオンタウンユーカリが丘」が開業[14]。

### スカイプラザ・モール
- 2017年（平成29年）
  - 6月30日 - スポーツクラブ ルネサンス・ユーカリが丘の出店発表[16]。
  - 11月28日 - 「スカイプラザ・モール」が開業[1][2]。1階にオーケーやくすりの福太郎、ワッツ、わくわく広場などがオープン。2階 - 4階の本格改装は2018年1月以降に予定されていた[1]。
- 2018年（平成30年）
  - 1月11日 - コナミスポーツクラブの跡地にスポーツクラブ ルネサンス・ユーカリが丘がオープン[17]。
  - 7月21日 - 山万ホームプラザが3階にオープン[18]。
- 2021年（令和3年）
  - 10月1日 - Olympicおりーぶ（Olympic、おうちDEPO）が2階にオープン[19][20]。
- 2022年（令和4年）
  - 4月29日 - ユー！キッズが4階にオープン[21]。

## テナント
（この節の出典：）
主なテナント：
- オーケー
- Olympic
- おうちDEPO
- くすりの福太郎
- ワッツ
- わくわく広場

### 過去の主なテナント

#### ユーカリが丘サティ1番街・イオン
- ダイソー[10]（2003年9月13日開店）
- クラフトハートトーカイ[23]
- マクドナルド[24][25]
- ファーストキッチン[9]
- 築地銀だこ[9]
- 焼肉屋くいどん[23]

## 交通
（この節の出典：）
- ユーカリが丘駅より徒歩4分